# Pibari
Pibari – wieś w Estonii, w prowincji Järva, w gminie Türi.